# Сапоговская, Лариса Владимировна
Лари́са Влади́мировна Сапого́вская (литературный псевдоним Надеждина; 15 августа 1960, Баку — 13 сентября 2006, Нижний Тагил Свердловская область) — советский и российский историк, доктор исторических наук (1998), ведущий научный сотрудник Института истории и археологии УрО РАН, специалист по проблемам индустриальной истории России.

## Биография
Родилась в Баку в семье военного.
В 1982 г. с отличием окончила историко-английский факультет Нижнетагильского государственного педагогического института. На формирование исследовательских навыков, интереса к науке в студенческие годы и во всей последующей деятельности большое влияние оказала профессор Т. К. Гуськова. С 1982 г. Л. В. Сапоговская работала учителем истории и обществоведения средней школы № 61 г. Нижнего Тагила. С 1985 г. — старший лаборант кафедры истории Нижнетагильского государственного педагогического института. Одновременно как ассистент кафедры проводила лекционные и семинарские занятия по курсам истории СССР периода капитализма и истории Урала. В 1987 г. поступила в аспирантуру Института истории и археологии УрО АН СССР, которую окончила в 1991 г. В том же году защитила кандидатскую диссертацию по теме: «Монополизация горнозаводской промышленности Урала (90-е гг. XIX в. — 1917 г.)» (научный руководитель Д. В. Гаврилов).
После окончания аспирантуры и защиты диссертации продолжила работу в Институте истории и археологии УрО РАН, проводила исследования в рамках проекта по проблемам индустриального наследия. Через два года результаты диссертационного исследования были опубликованы в виде монографии «Горнозаводская промышленность Урала на рубеже XIX—XX вв. (к характеристике процессов монополизации)». Исследование явилось первой серьезной научной попыткой типологизации горнозаводских округов Урала, выполненной на основе использования количественных методов.
В 1998 г. защитила докторскую диссертацию по теме: «Частная золотопромышленность России на рубеже XIX—XX вв. (Урал и Сибирь — модели развития)» (научный консультант В. В. Алексеев).
В диссертации на основе обширных данных по золотопромышленным фирмам Л. В. Сапоговская представила иерархию и динамику развития важнейших факторов развития золотопромышленного производства. Она показала воздействие на развитие отечественной золотопромышленности таких процессов, как концентрация производства и рабочей силы, технико-технологическая модернизация, эволюция организационных форм предприятий, деятельность коммерческих банков, привлечение иностранных капиталов, эволюция социального состава золотопромышленников и т. д.
С 1998 г. Л. В. Сапоговская работала ведущим научным сотрудником Института истории и археологии УрО РАН, руководила научно-исследовательским проектом «Исторический опыт промышленной политики в России: региональный аспект». В рамках работы по данной теме в 2000 г. ею в соавторстве с академиком В. В. Алексеевым была опубликована книга «Исторический опыт промышленной политики в России», явившаяся одной из первых попыток осмысления исторического опыта промышленной политики в России, определившая место и роль промышленной политики в эволюционной динамике российской экономики, этапы и формы промышленной политики, ее взаимосвязь с политикой в аграрной и финансовой сферах, институциональные и теоретико-научные основания разработки отечественной промышленной политики, ее важнейшие направления и инструменты.
К числу приоритетных научных направлений, разработкой которых Л. В. Сапоговская занималась в последующие годы, следует отнести закономерности и особенности индустриального развития России, направления и формы экономической и промышленной политики, формы организации предпринимательской деятельности в исторической перспективе, историю мировой и отечественной золотопромышленности, информационные технологии и математико-статистические методы в исторических исследованиях, создание просопографических баз данных.
Неоднократно побеждала в конкурсах исследовательских проектов. Являлась членом ассоциации «История и компьютер», Центра по изучению экономической истории России при Московском государственном университете имени М. В. Ломоносова, Международного общества по изучению истории технологий (SHOT).
Лауреат литературной премии им. П. П. Бажова за повесть «На крыше скорой помощи (записки из онкологической больницы)».
Скончалась 13 сентября 2006 г. Похоронена на кладбище «Пихтовые горы» в Нижнем Тагиле.

## Основные работы
- Сапоговская Л. В. Горнозаводская промышленность Урала на рубеже XIX—XX вв.: (к характеристике процессов монополизации) / отв. ред. Т. К. Гуськова. — Екатеринбург: Банк культурной информации, 1993. — 193 с. — ISBN 5-8586-5028-7
- Сапоговская Л. В. Частная золотопромышленность России на рубеже ХIX—XX вв.: Урал и Сибирь — модели развития / отв. ред. В. В. Алексеев. — Екатеринбург: УрО РАН, 1998. — 313 с. — ISBN 5-7691-0836-3
- Алексеев В. В., Сапоговская Л. В. Исторический опыт промышленной политики в России : [к V Рос. Экон. Форуму] : (кр. науч.- практ. очерк) / отв. ред. Д. В. Гаврилов. — Екатеринбург: Академкнига, 2000. — 99 с. — ISBN 5-93472-013-9
- Сапоговская Л. В., Рукосуев Е. Ю. Березовская золотопромышленная компания, 1874—1917 гг. / науч. ред. С. П. Постников. — Екатеринбург: Академкнига, 2001. — 238 с. — ISBN 5-93472-059-7
- Сапоговская Л. В., Рукосуев Е. Ю. Березовская золотопромышленная компания (1874—1917 гг.) / науч. ред. С. П. Постников. — Изд. 2-е, перераб. и доп. — Екатеринбург: Банк культурной информации, 2004. — 233 с. — (Очерки истории Урала ; вып. 30). — ISBN 5-7851-0519-5
- Сапоговская Л. В. Горнозаводская промышленность Урала на рубеже XIX—XX вв. / отв. ред. Е. Г. Неклюдов. — Екатеринбург: Банк культурной информации, 2007. — 190 с. — (Очерки истории Урала ; вып. 45). — ISBN 5-7851-0607-8
- Сапоговская Л. В. Национальная золотопромышленная политика XVIII—XX вв., или нужно ли России золото? / отв. ред. Е. Г. Неклюдов. — Екатеринбург: УрО РАН, 2008. — 327 с. — ISBN 5-7691-1976-4